# زارگشتدت
زارگشتدت (به آلمانی: Sargstedt) یک منطقهٔ مسکونی در آلمان است که در هالبراشتات واقع شده‌است. زارگشتدت ۷۳۴ نفر جمعیت دارد.